# Truman Lee Kelley
Truman Lee Kelley (ur. 25 maja 1884 w Whitehall, zm. 1961) – amerykański psycholog, psychometra i statystyk. Jeden z pionierów analizy czynnikowej. 
Studiował matematykę na University of Illinois. W 1909 uzyskał bakalaureat. Magisterium z psychologii otrzymał na University of Illinois w 1911, a doktorat na Columbia University w 1914. Był konsultantem psychologicznym przy Committee on Classification of Personnel, United States Army i Surgeon General’s Office.